# 太行花
太行花（学名：Geum rupestre）为蔷薇科路边青属植物，是中国的特有植物。分布在中国大陆的河南北部等地，生长于海拔1,100米至1,200米的地区，多生于生阴坡山崖石壁上，目前尚未由人工引种栽培。